# Thomas Haresleben

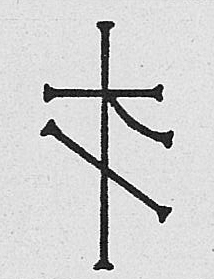
Steinmetzzeichen von Thomas Haresleben

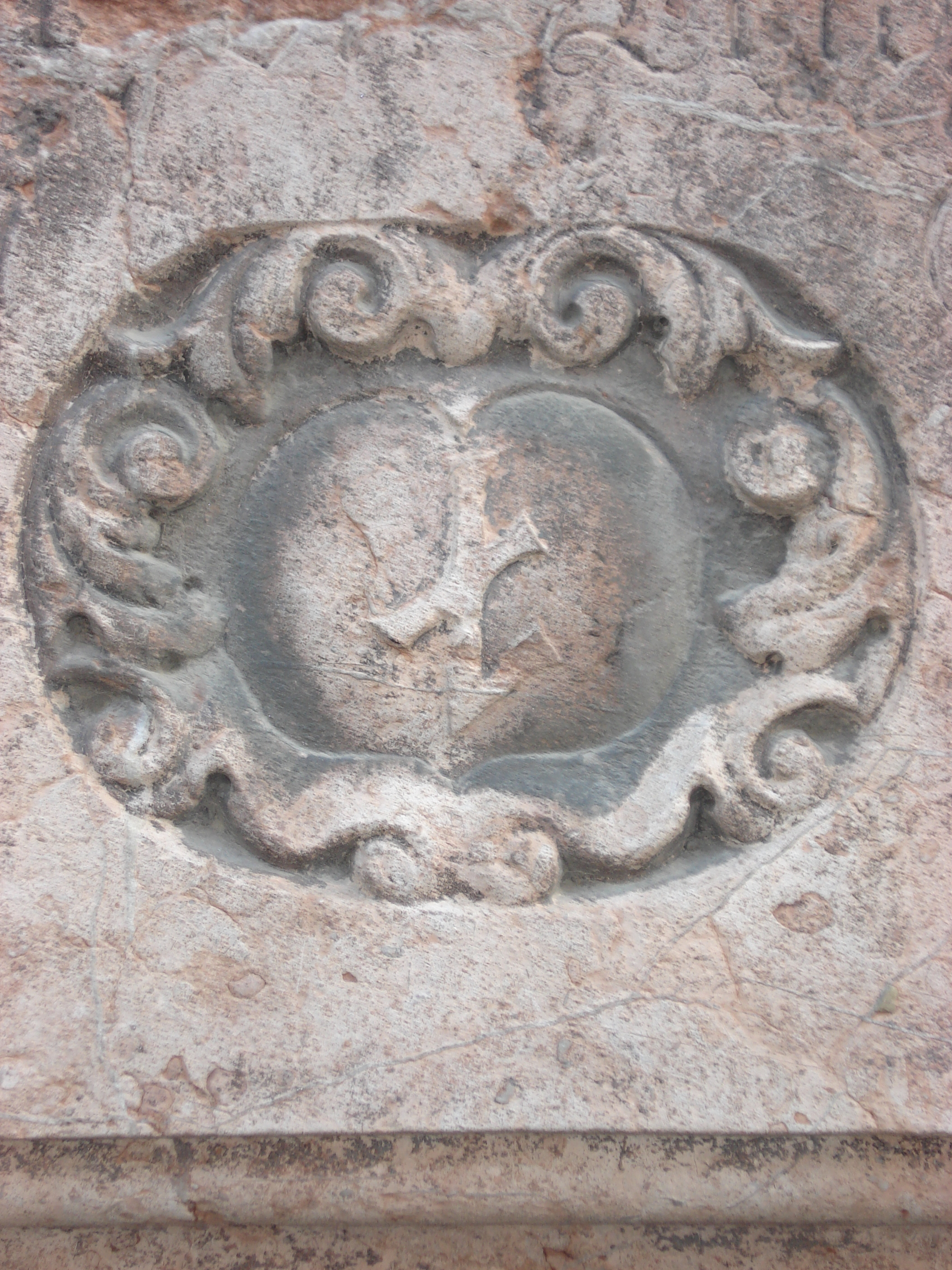
Zeichen von Meister Prunner auf seinem Epitaph

Thomas Haresleben (* 1673 in Kühnring bei Eggenburg, Niederösterreich; † 16. Oktober 1733 in Wien) war ein österreichischer Steinmetzmeister und Bildhauer des Barock, Dombaumeister im Stephansdom und Obervorsteher der Wiener Bauhütte.

## Leben
Dombaumeister Matthias Knox verfasste am 12. April 1688 im Alter von 43 Jahren seinen Letzten Willen und am 24. April nahm er den Lehrling Thomas Haresleben auf. Meister Knox hatte bereits die Söhne Hans und Michael der Familie Haresleben zu Steinmetzen ausgebildet, aber im Juni starb der Herr Dombaumeister, der Lehrling Thomas wurde vom Handwerk am 25. Juni 1690 dem Meister Johann Georg Prunner zugesprochen. Hauptbürge, also der die Verantwortung über den Lehrjungen übernahm und auch die Folgen zu tragen hatte, war sein Vater Alexander Haresleben.
Drei Jahre zuvor, 1685, nahm Meister Prunner den Knaben Sebastian Regondi aus Kaisersteinbruch als Lehrling auf. Dessen Vater Ambrosius Regondi, bereits verstorben, jahrzehntelang das Richteramt ebendort ausübte.

### Heirat und Bürger von Wien
Thomas heiratete am 18. September 1701 im Stephansdom die Witwe seines früheren Lehrmeisters Maria Magdalena Prunner. Einer der Trauzeugen war Veith Steinböck, der amtierende Dombaumeister. Ein Epitaph von Meister Prunner befindet sich an der Westfassade des Domes.
Am 11. März 1704 wurde ihm das Bürgerrecht von Wien verliehen.
Nach einem Handwerksbeschluss vom 5. März 1708 wurde Meister Thomas als Bürge und Verwandter des entlaufenen Lehrlings Adam Haresleben schuldig gesprochen, in die Lade 32 Gulden zu legen. Es sei denn, er könne nachweisen, dass der Junge den k.k. Soldatendienst angenommen habe, dann bekommt er das Geld zurück.

### Lehrling aus dem kaiserlichen Steinbruch
Der Knabe Joseph Wimmer aus Kaisersteinbruch lernte das Handwerk in der Wiener Bauhütte. Am 23. März 1710, so berichten die Wiener Steinmetzakten, .. ist dem Steinmetzmeister Thomas Haresleben ein Lehrjung mit Nahmen Joseph Wimber aus dem kayserlichen Steinbruch gebürtig (*1693), aufgedingt worden, der Vater Johann ein Steinmetzgeselle, der Lehrherr übernahm auch anstelle des Vaters die Funktion des Hauptbürgen. Die Freisprechung zum Gesellen erfolgte am 2. November 1716.

### Tod des Bruders Hans Georg
Johann Georg Haresleben, sehr erfolgreicher Steinmetzmeister im kaiserlichen Steinbruch, zuletzt leitete er den Großauftrag der Karlskirche in den Steinbrüchen. Gleich im ersten Jahr, am 24. Juli 1716 starb er mit 45 Jahren. In seinem Testament berührt die Betroffenheit vom nahen Ende, die Sorge um seine drei kleinen Kinder und seine junge Frau Maria Regina, die mit 27 Jahren Witwe wird. Er bestimmte Bruder Thomas gemeinsam mit Sebastian Regondi zum Gerhaben, damit die Kinder die beste Ausbildung erhalten. Beide waren auch die Testamentszeugen.

## Dombaumeister zu St. Stephan
Nach dem Ableben von Meister Johann Carl Trumler war im Bruderschaftsbuch der Haupthütte Wien zu lesen .. Anno 1720, den 25. Juni bin ich Thomas Haresleben, Paumeister wordten bey dem löbl. Domstift St. Steffan alhier. Seine kirchliche Obrigkeit war Fürstbischof (Erzbischof ab 1722) Sigismund Graf von Kollonitz. Er erhielt seine Grundlagen, so wie fast alle Wiener Kirchenfürsten, bei den Jesuiten. Der Stephansdom wurde 1722 zur Metropolitankirche erhoben, 1727 erhielt die Residenzstadt Wien mit Kollonitz den ersten Kardinal. Mit dem Vermählungsbrunnen auf dem Hohen Markt präsentierte die Innere Stadt ein weiteres katholisches Denkmal. 
Der Witwer heiratete am 18. Februar 1727 Anna Maria Niedermayerin, Witwe des Eggenburger Bildhauers Andreas Niedermayer, im Stephansdom.

## Tod
Im Totenprotokoll vom 16. Oktober 1733 steht: Thomas Haresleben, bürgerlicher Steinmetz und Baumeister bei St. Stephan ist am freydhof alda an innert brand gestorben, alt 60 jahr. 
Sein Nachfolger als Dombaumeister wurde Hof-Steinmetzmeister Matthias Winkler.

## Archivalien
- Wiener Stadt- und Landesarchiv: Steinmetzakten.
- Stift Heiligenkreuz Archiv: Kirchenbücher, Register.